# Jules Ferry (métro de Rennes)
Pour les articles homonymes, voir Ferry.
Jules Ferry est une station de la ligne B du métro de Rennes, située dans le quartier Fougères - Sévigné à Rennes dans le département français d'Ille-et-Vilaine en région Bretagne.
Mise en service en 2022, elle est conçue par les architectes Susan Dunne, Berranger & Vincent Architectes.
C'est une station, équipée d'ascenseurs, qui est accessible aux personnes à mobilité réduite.

## Situation sur le réseau
Établie en souterrain (tunnel profond) sous la place Jeanne Chauvin à l'intersection de l'avenue Jules-Ferry et de la rue Jean-Guéhenno, la station Jules Ferry est située sur la ligne B, entre les stations Sainte-Anne (en direction de Gaîté) et Gros-Chêne (en direction de Viasilva).

## Histoire
La station Jules Ferry est mise en service le 20 septembre 2022, lors de l'ouverture à l'exploitation de la ligne B. Son nom a pour origine l'avenue Jules-Ferry, située à proximité, du nom de l'ancien président du Sénat et maire de Paris (1832-1893). Elle est réalisée par les architectes Susan Dunne en association avec Berranger & Vincent Architectes, qui ont dessiné une station dont les quais sont situés à 15,6 mètres sous la surface et sur deux niveaux, : une salle des billets au niveau -1 et les quais au niveau -2.
L'architecture de la station est caractérisée par le traitement des murs évoquant une grotte, dont les moulures ont été réalisées par les mêmes artisans que ceux ayant réalisé les fac-similés de la grotte de Lascaux et de la grotte Chauvet et l'éclairage composé de long tubes et de câbles est influencé par le projet de la base sous-marine de Saint-Nazaire.
La construction de la station a commencé le 5 janvier 2015,. Elle accompagne le renouvellement urbain du nord du centre-ville.
Elle est la septième station atteinte par le tunnelier « Élaine », en venant de la station Sainte-Anne, qu'il a quitté en novembre 2016 puis a été rapidement arrêté en raison d'effondrements pour ne redémarrer qu'en avril 2017, il est finalement arrivé à la station le 16 juin 2017. Il quittera ensuite la station Jules Ferry, après une période de maintenance, en direction de la station Gros-Chêne.
Le gros œuvre se poursuit jusqu'à l'été 2017, suivi par le second œuvre qui s'achève au début de l'année 2021 ; la signalétique est posée et les finitions sont effectuées jusqu'à l'été 2021,.

## Service des voyageurs

### Accès et accueil
La station dispose de deux accès, répartis autour de la place Jeanne Chauvin sous laquelle elle est construite :
- Accès no 1 « rue Jean Guéhenno » : Un escalier couplé à un escalier mécanique, côté sud, donnant lui aussi accès à la salle des billets ;
- Accès no 2 « avenue Jules Ferry » : Un escalier couplé à un ascenseur, côté nord, donnant accès à la salle des billets.

La station est équipée de distributeurs automatiques de titres de transport et de portillons d'accès couplés à la validation d'un titre de transport, afin de limiter la fraude. La décision a été confirmée lors du conseil du 30 avril 2015 de Rennes Métropole.

Les quais, les accès et les environs la station
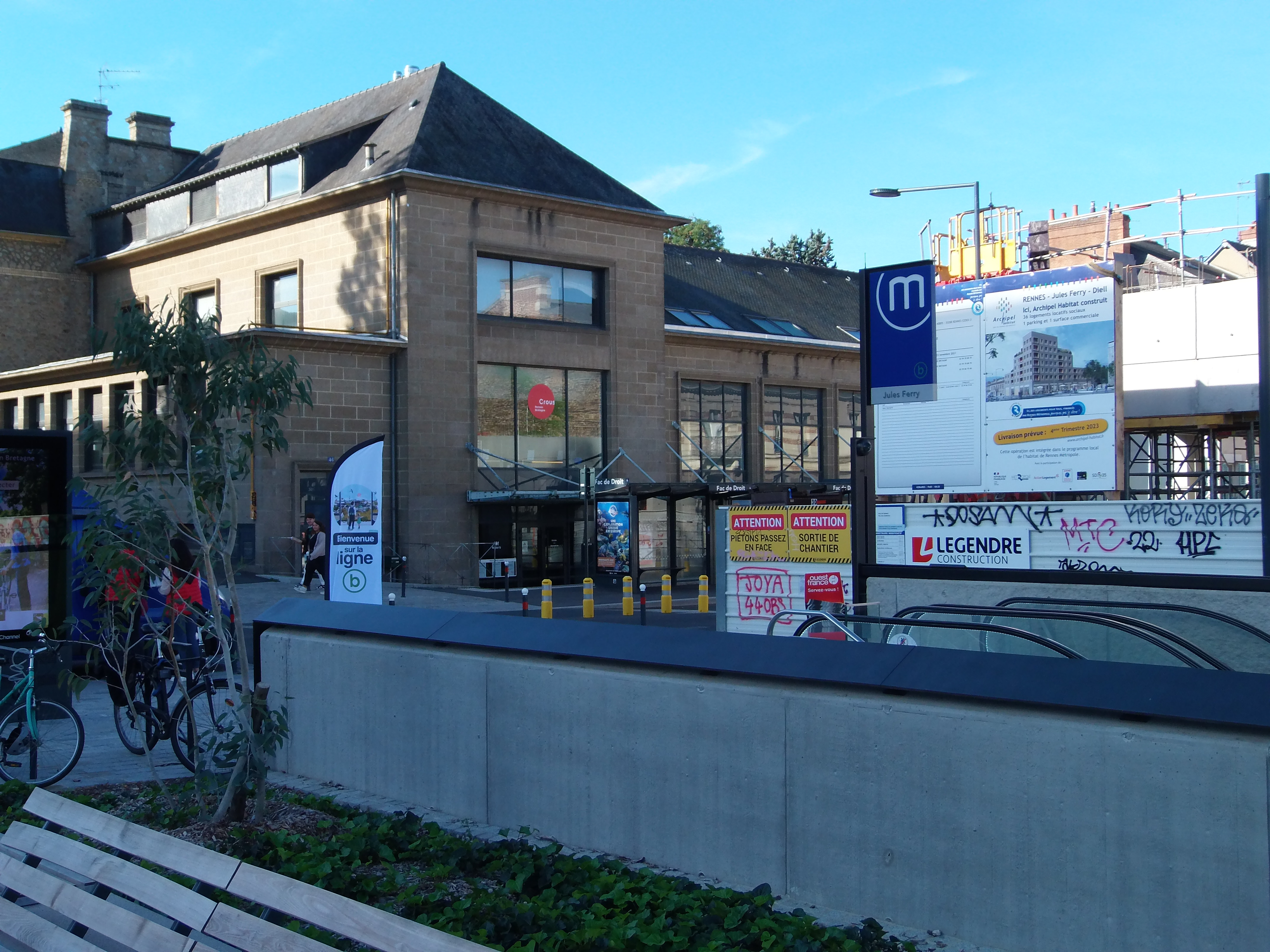
Les abords de la station.
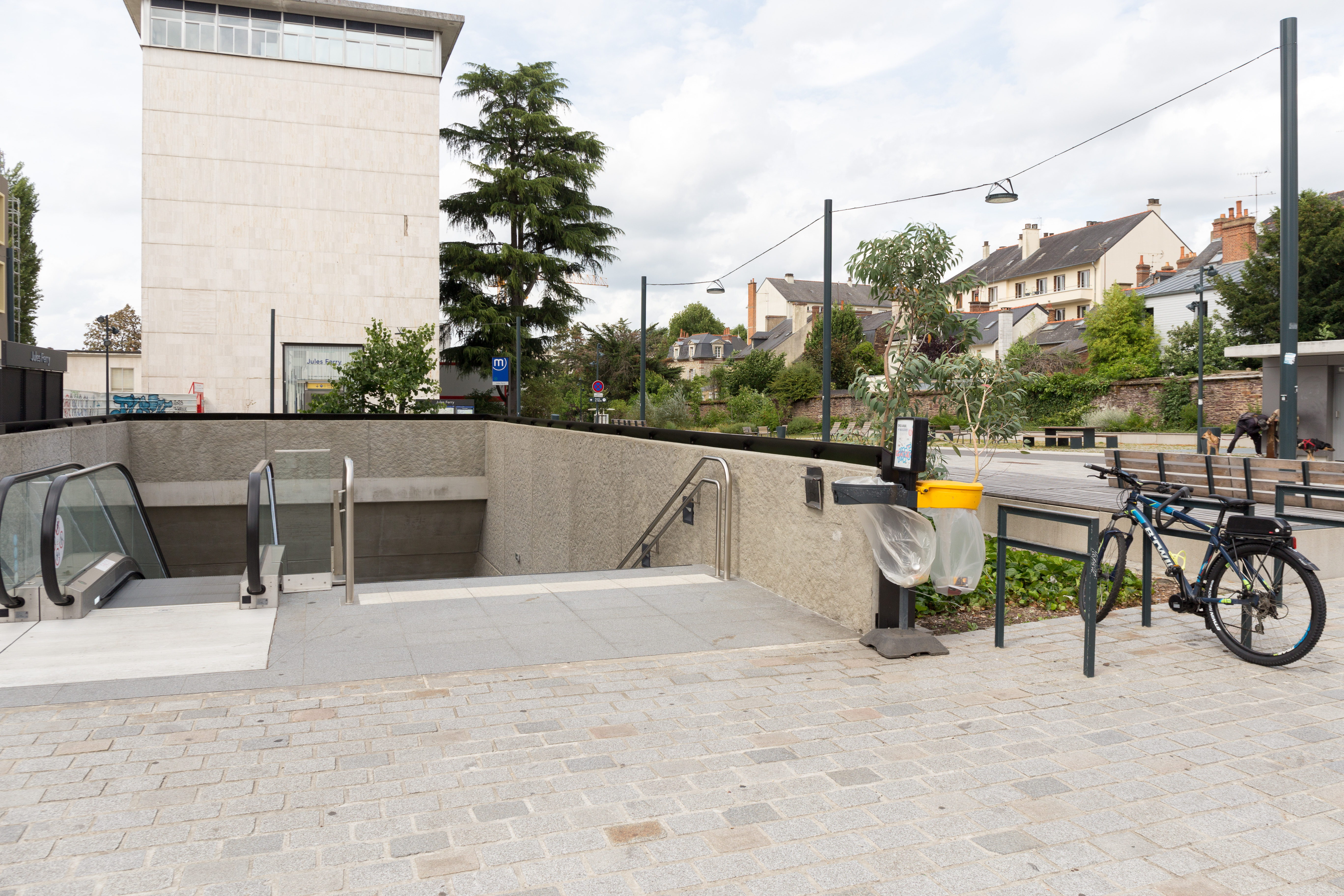
L'accès no 1 donnant sur la rue Jean Guéhenno.
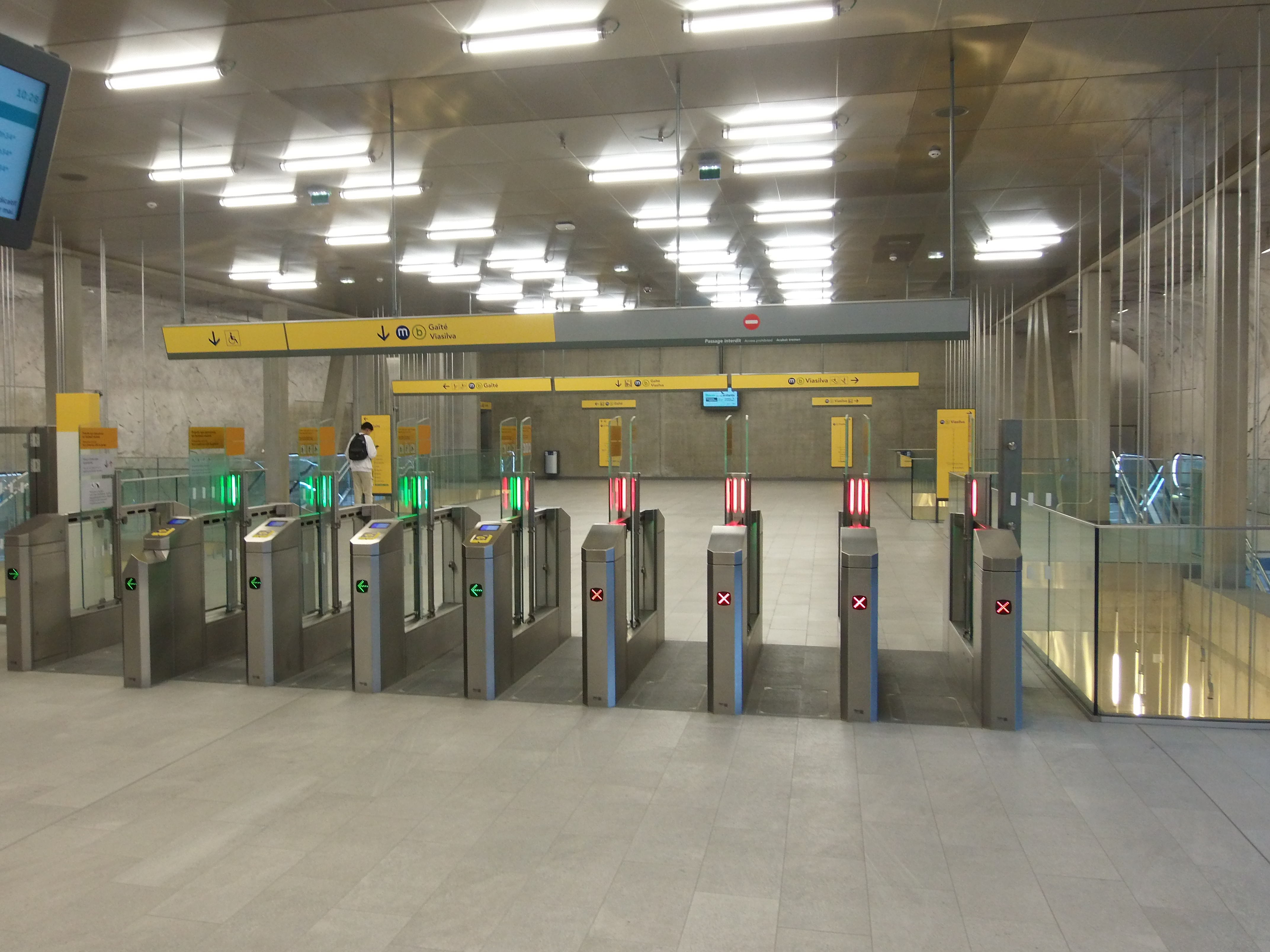
Entrée de la station avec les portiques.
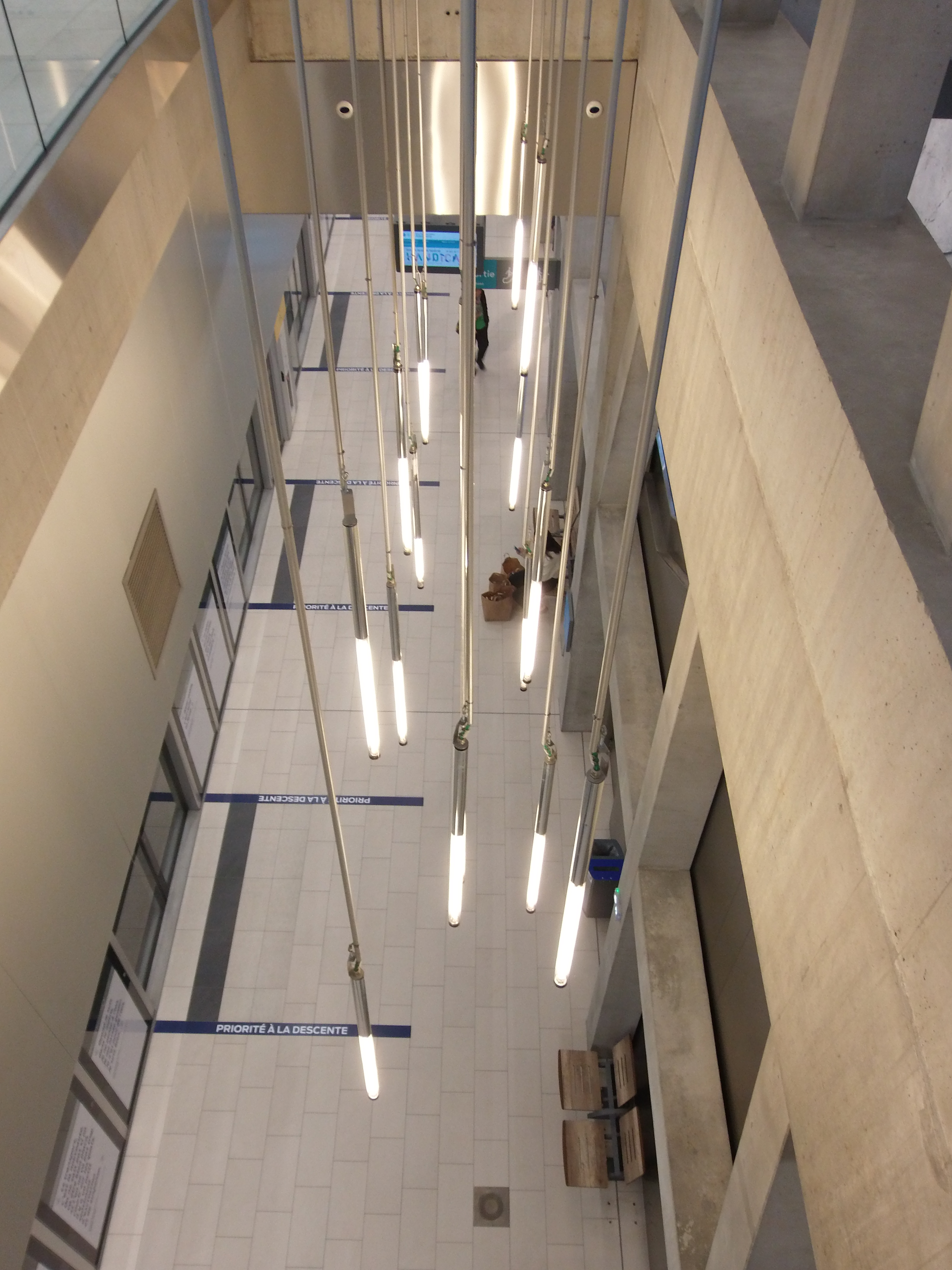
Éclairage suspendu.

### Desserte
Jules Ferry est desservie par les rames qui circulent quotidiennement sur la ligne B, avec une première desserte à 5 h 22 (7 h 24 les dimanches et fêtes) et la dernière desserte à 0 h 31 (1 h plus tard les nuits des jeudis aux vendredis, vendredis aux samedis et des samedis aux dimanches).

### Intermodalité
Des stations STAR, le vélo et Citiz Rennes Métropole sont installées à proximité,.
Elle est desservie par les lignes de bus C2 et 10 et la nuit par la ligne N5 ; elle est également desservie par la ligne 4 des cars régionaux BreizhGo,.

## À proximité
La station dessert notamment :
- la Faculté de droit et de science politique de l'Université de Rennes 1 ;
- l'Institut d'administration des entreprises — Institut de gestion (IGR-IAE) ;
- les archives municipales de Rennes ;
- le lycée Jean-Macé.